# Rücklaufanhebung
Eine Rücklaufanhebung dient bei flüssigkeitsgeführten Wärmeanlagen dazu, die im Wärmeerzeuger gewünschte Mindesttemperatur schnell zu erreichen bzw. zu halten.

## Funktion
Zu diesem Zweck wird meist mithilfe eines Mischventils dem (kalten) Rücklauf ein variabler Teil des (heißen) Vorlaufmediums beigemischt. So kann eine für den Betrieb der Wärmeanlage günstige Temperatur zügig erreicht werden.
Dies kann unter anderem sinnvoll sein, um
- korosivem Lochfraß und Spannungsrissen im Wärmeübertrager durch Kondensat vorzubeugen (Schadensabwehr), sowie um
- das Betriebsoptimum der Anlage frühzeitig zu erreichen.

## Anwendungen

### Heizkessel, Öfen
So wird verhindert, dass innerhalb des Heizkessels Wasserdampf aus den Heizgasen an dem zu kalten Wärmeübertrager kondensieren kann; die notwendige Mindesttemperatur von Bauteilen innerhalb des Heizkessels ist vom Rauchgastaupunkt des Brennstoffs abhängig (Öl 47 °C, Gas ca. 59 °C). Auf diese Weise wird die Korrosionsgefahr innerhalb des Heizkessels erheblich gemindert.
Im Falle von Holzbrand-betriebenen Heizkesseln ist auch von Bedeutung, dass die Einhaltung einer geeigneten Mindesttemperatur im Wärmeübertrager (normalerweise 60 °C) der Bildung von Glanzruß auf den Oberflächen des Wärmeübertragers vorbeugt.
Ältere Heizkessel benötigen eine externe Rücklaufanhebung, modernere Kessel sind entweder bereits korrosionsfest gebaut oder besitzen eine eingebaute Rücklaufanhebung.
Brennwertkessel nutzen die noch in den Rauchgasen enthaltene latente Energie durch planmäßige Kondensation und besitzen Wärmeübertrager aus rostfreiem Edelstahl oder Aluminium. Je niedriger die Rücklauftemperatur, desto mehr Feuchtigkeit kondensiert im Kessel und desto größer der zusätzliche Wärmegewinn. Eine Rücklauftemperaturanhebung wäre in diesem Fall also kontraproduktiv.
Wird ein Kachelofen-Heizeinsatz mit nachgeschaltetem Wasserregister oder ein Kachelofen-Kesselgerät zur Heizungsanbindung verwendet, ist eine ordnungsgemäß funktionierende Rücklaufanhebung ebenfalls von Bedeutung. Diese sorgt wie oben beschrieben dafür, dass ein Teil des bereits erzeugten Warmwassers abgezweigt und dem Wärmetauscher wieder zugeführt wird. Hier eignen sich per Hand regelbare Mischer ebenso wie fest eingestellte Systeme. Die optimale Temperatur liegt bei mindestens 55 °C. Zunächst macht sich eine zu geringe Rücklauftemperatur durch einen unangenehmen „Räuchergeruch“ bemerkbar. Wird die Rücklauftemperatur dann nicht erhöht, führt dies binnen kurzer Zeit zu erheblicher Glanzrußbildung in den Tauscherflächen und schließlich zum Totalschaden am Wärmetauscher. Kachelofenbesitzer sollten daher die Wassererwärmung immer erst dann zuschalten, wenn die Anlage mit voller Last betrieben wird und die Rücklauftemperatur wenigstens wöchentlich überprüfen.

### Solartechnik
In Solaranlagen (Solarthermie) mit Heizungsunterstützung wird durch die Rücklaufanhebung des Heizkreises der Rücklauf des Solarkreises abgekühlt, so dass die Nutzung geringster Sonneneinstrahlung möglich wird. Anstelle der Zumischung vom Vorlauf des Heizkreises wird das Rücklaufmedium des Heizkreises per Wärmeübertrager oder Durchlauf durch den Solarspeicher solar erwärmt, bevor es zum Primärwärmeerzeuger zurückgeführt wird. Da dies nur für Heizungsanlagen mit niedriger Auslegungstemperatur sinnvoll ist, stellt sich hier auch das Problem der Rücklaufanhebung bei Brennwertgeräten nicht.

### Fahrzeugtechnik
In der Fahrzeugtechnik wird ebenfalls das Verfahren der Rücklaufanhebung verwendet, um die Temperatur von flüssigkeitsgekühlten Verbrennungsmotoren möglichst schnell auf die optimale Betriebstemperatur zu bringen und dort zu halten.
Dabei wird über eine interne oder auch externe Kurzschlussleitung dem Rücklauf solange temperierte Flüssigkeit zugeführt, bis die optimale Betriebstemperatur erreicht ist.
Anschließend wird der Vorlauf über einen Thermostat, meist ein Dehnstoffelement, geöffnet und ein variabler Volumenstrom zum Kühler – dem Ort der Wärmeabgabe – freigegeben.